# ᴰ
Cette page contient des caractères spéciaux ou non latins. S’ils s’affichent mal (▯, ?, etc.), consultez la page d’aide Unicode.
ᴰ, appelée d majuscule en exposant, d majuscule supérieur ou lettre modificative majuscule d, est un graphème utilisé dans l’écriture du chatino et un symbole phonétique. Il est formé de la lettre majuscule latine D ‹ D › mise en exposant.

## Utilisation
En chatino, le d majuscule en exposant est utilisé pour représenter un ton.

## Représentations informatiques
La lettre modificative majuscule d peut être représentée avec les caractères Unicode suivants (Extensions phonétiques) :
| formes       | représentations | chaînes de caractères | points de code | descriptions                    |
| ------------ | --------------- | --------------------- | -------------- | ------------------------------- |
| modificative | ᴰ               | ᴰ                     | U+1D30         | lettre modificative majuscule d |